# Мате, Тибор
Тибор Мате (венг.  Máthé Tibor, 29 января 1943, Будапешт) — венгерский кинооператор.

## Биография
Дебютировал в 1982 в документальном кино. В дальнейшем работал с Петером Гардошем, Ильдико Эньеди, Яношем Сасом, Кристиной Деак и др.

## Избранная фильмография
- 1984 Господи! (П.Гардош, премия за лучшую операторскую работу на Неделе венгерского кино)
- 1989 Мой двадцатый век (И.Энеди)
- 1990 Головокружение (Я.Сас)
- 1991 Скорпион ест Близнецов на завтрак (П.Гардош)
- 1994 Войцек (Я.Сас; Золотая лягушка на МКФ в Лодзи за лучшую операторскую работу)
- 1994 Волшебный стрелок (И.Энеди)
- 1995 Брат из Бруклина (П.Гардош)
- 1996 Школа чувств (Андраш Шольом)
- 1997 Мальчики Витман (Я.Сас; премия за лучшую операторскую работу на Неделе венгерского кино, Серебряный Хьюго за лучшую операторскую работу на Чикагском МКФ, номинация на премию Европейскую киноакадемии лучшему оператору, номинация на Золотую лягушку Лодзинского МКФ)
- 1999 Симон Волхв (И.Энеди, премия за лучшую операторскую работу на Неделе венгерского кино)
- 2004 Бонни и Клайд из Мишкольца (Кристина Деак)
- 2005 Фарфоровая кукла (П.Гардош)
- 2007 Опиум (Я.Сас, премия за лучшую операторскую работу на Неделе венгерского кино)
- 2009 Prima Primavera (Янош Эделень)
- 2012 Аглая (К.Деак)

## Признание
Премия Белы Балажа (1990). Заслуженный артист Российской Федерации (2001). Премия имени Кошута (2008).